# Funzioni trigonometriche complesse
Le funzioni trigonometriche complesse sono la generalizzazione al campo dei numeri complessi delle normali funzioni trigonometriche definite nel campo dei numeri reali e vengono generalmente costruite introducendo in esse la variabile complessa
{\displaystyle z:=x+iy}

## Seno e coseno
Dalle formule di Eulero, valide per ogni x:
{\displaystyle {\begin{cases}e^{ix}=\cos x+i\sin x\\e^{-ix}=\cos x-i\sin x\end{cases}}}
si ricavano le definizioni di seno e coseno che sono funzioni intere del piano complesso:
{\displaystyle {\begin{cases}\sin z={\frac {e^{iz}-e^{-iz}}{2i}}\\\cos z={\frac {e^{iz}+e^{-iz}}{2}}\end{cases}}}
Diamo alcune proprietà (altre sono come le rispettive proprietà reali) delle funzioni seno e coseno:
{\displaystyle \sin ^{2}z+\cos ^{2}z=1}
{\displaystyle {\begin{cases}\sin 2z=2\sin z\cos z\\\cos 2z=\cos ^{2}z-\sin ^{2}z\end{cases}}}
{\displaystyle {\begin{cases}\sin(z_{1}+z_{2})=\sin z_{1}\cos z_{2}+\cos z_{1}\sin z_{2}\\\cos(z_{1}+z_{2})=\cos z_{1}\cos z_{2}-\sin z_{1}\sin z_{2}\end{cases}}}
{\displaystyle 2\sin z_{1}\cos z_{2}=\sin(z_{1}+z_{2})+\sin(z_{1}-z_{2})}

### Tangente e cotangente
La tangente e la cotangente complessa sono definite sempre a partire da seno e coseno:
{\displaystyle {\begin{cases}\tan z={\frac {\sin z}{\cos z}}&\,,\,\cot z={\frac {\cos z}{\sin z}}\\\sec z={\frac {1}{\cos z}}&\,,\,\csc z={\frac {1}{\sin z}}\end{cases}}}
Osserviamo che sia la tangente che la secante sono analitiche ovunque eccetto nelle singolarità: {\displaystyle z={\tfrac {\pi }{2}}+n\pi }, che sono i punti in cui si annulla il coseno al denominatore; viceversa la cotangente e la cosecante hanno singolarità in {\displaystyle z=n\pi }, che sono i punti che annullano il seno al denominatore.

## Funzioni iperboliche
{\displaystyle {\begin{cases}\sinh z={\frac {e^{z}-e^{-z}}{2}}\\\cosh z={\frac {e^{z}+e^{-z}}{2}}\end{cases}}} ;
{\displaystyle {\begin{cases}\tanh z={\frac {\sinh z}{\cosh z}}&\,,\,\coth z={\frac {1}{\tanh z}}\\\operatorname {sech} z={\frac {1}{\cosh z}}&\,,\,\operatorname {csch} z={\frac {1}{\sinh z}}\end{cases}}}
Il seno e il coseno iperbolico sono funzioni intere di tutto il piano complesso. 
Alcune proprietà visto anche il legame con il seno e il coseno:
{\displaystyle {\begin{cases}\sin z=-i\sinh(iz)&\,,\,\sinh z=-i\sin(iz)\\\cos z=\cosh(iz)&\,,\,\cosh z=\cos(iz)\end{cases}}}
{\displaystyle -\sinh ^{2}z+\cosh ^{2}z=1}
{\displaystyle {\begin{cases}\sinh(z_{1}+z_{2})=\sinh z_{1}\cosh z_{2}+\cosh z_{1}\sinh z_{2}\\\cosh(z_{1}+z_{2})=\cosh z_{1}\cosh z_{2}+\sinh z_{1}\sinh z_{2}\end{cases}}}